# Zierscheibe

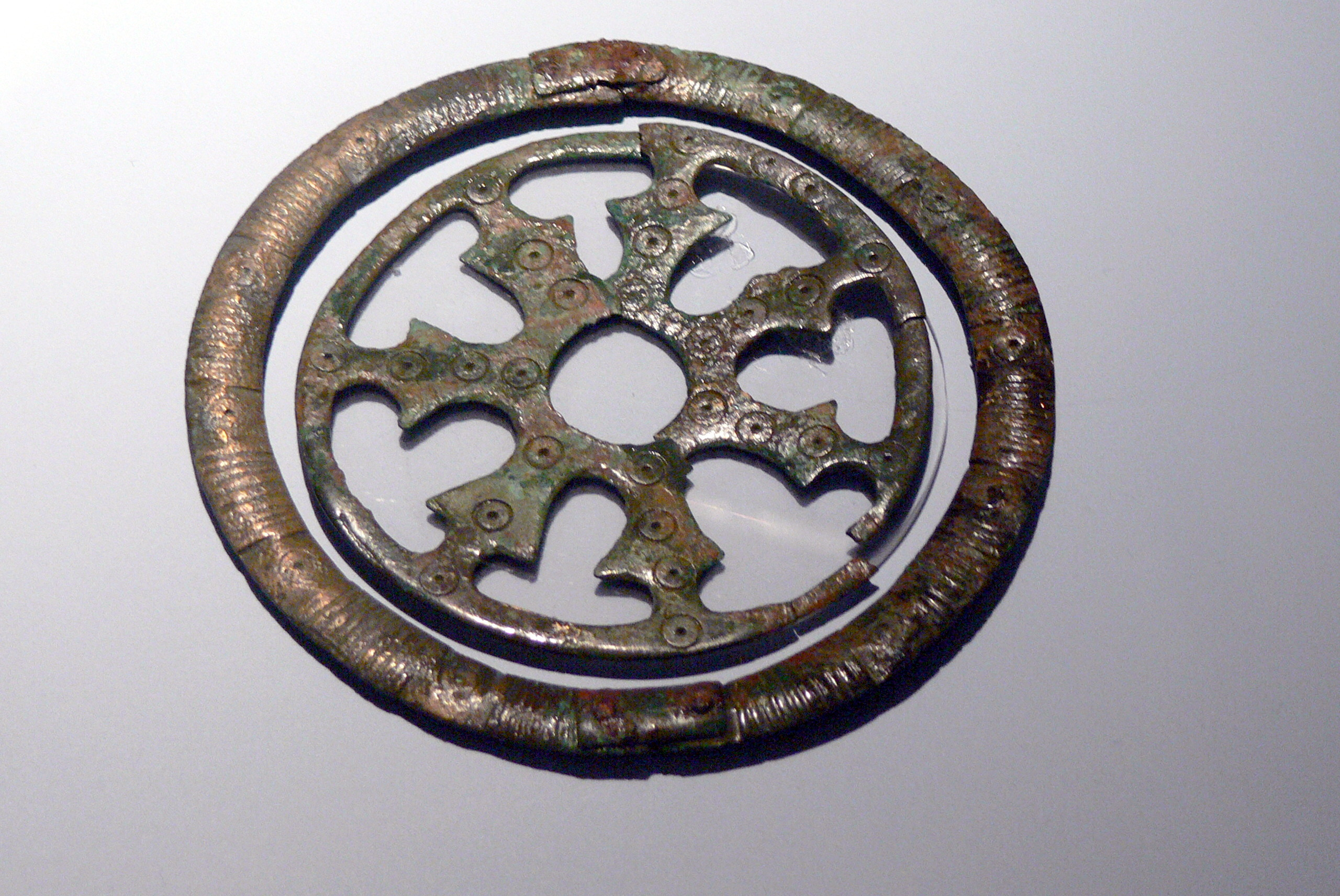
Alemannische Zierscheibe

Zierscheibe bezeichnet in der Archäologie dünne, scheibenförmige Schmuckanhänger, mit einer vermutlich apotropäischen Funktion, die in Mitteleuropa von der frühen Bronzezeit (um 800 v. Chr.) bis in die Eisen- und Merowingerzeit verbreitet waren.

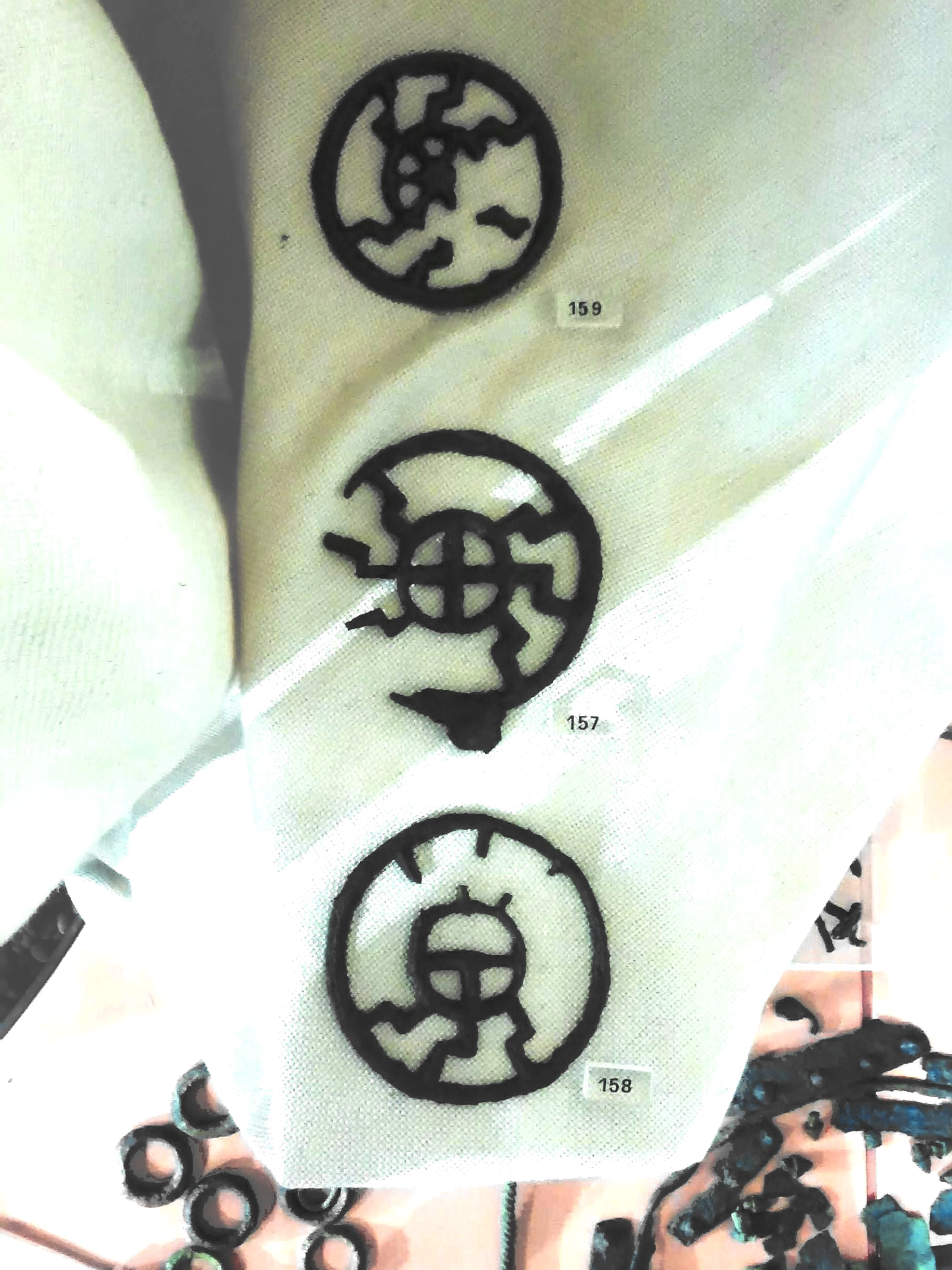
Zierscheiben
Villanovakultur 700–800 v. Chr.

Die größte Verbreitung erfuhren Zierscheiben in der alemannischen, fränkischen und bajuwarischen Frauenmode. Mit zunehmender Christianisierung verschwanden die Zierscheiben allmählich aus der Frauentracht. 
Zierscheiben waren meistens aus Bronze, seltener aus Eisen und noch seltener aus Silber oder Gold. Sie waren meist durchbrochen und mit aufwändigen Punzierungen versehen. Während ihres Gebrauchs erfuhren Zierscheiben wechselvolle und sehr charakteristische modische Gestaltungen. Viele Zierscheiben zeigten abstrakte, geometrische Muster in symmetrischer Aufteilung. Einige zeigten Schlangen oder Vogelköpfe im Tierstil I, die als Triskele oder Vierpass angeordnet sind. Eine kleine Gruppe zeigte zwei Menschen, die mit ihren Gliedmaßen miteinander verflochten sind, oder einfache Reiterbilder mit Pferd. 
Neben den dem reinen Schmuckcharakter werden den Zierscheiben, von Archäologen, Historikern und Volkskundlern, vor allem eine Amulettfunktion zugeschrieben. Zierscheiben wurden einzeln am Gürtelgehänge von Frauen getragen, an einem Band, das vom Gürtel der Trägerin herabhing und an dem noch eine Reihe weiterer Amulette oder Geräte angebracht sein konnten. Über die genaue Trageweise ist sich die Archäologie noch nicht einig. Besonders bei großen Zierscheiben, in Verbindung mit einem sie umschließenden Knochen-, Holz- oder Metallring, wurde vermutet, dass sie den Verschluss einer beutelförmigen Tasche bildeten. Die Auswertung aktueller archäologischer Funde wird zukünftig ein genaueres Bild zur Trageweise geben.

## Belege
1. ↑  Emil Vogt: Interpretation und museale Auswertung alemannischer Grabfunde.